# Cantó de Calais-Nord-Oest
El cantó de Calais-Nord-Oest és un cantó francès del departament del Pas de Calais, situat al districte de Calais. Té 8 municipis i part del de Calais.

## Municipis
- Bonningues-lès-Calais
- Calais (part)
- Coquelles
- Escalles
- Fréthun
- Nielles-lès-Calais
- Peuplingues
- Saint-Tricat
- Sangatte

## Història
| Data d'elecció                           | Identitat          | Partit        | Qualitat |
| ---------------------------------------- | ------------------ | ------------- | -------- |
| 1945-1949                                | Victor Serret      | SFIO          |          |
| 1949-1955                                | Jacques Vendroux   | RPF           |          |
| 1955-1961                                | André Parmentier   | SFIO          |          |
| 1961-1967                                | M. Denimal         | UDR           |          |
| 1967-1970                                | Marceau Danel      | PCF           |          |
| 1970-1985                                | Charles Beaugrand  | UDR           |          |
| 1985-1992                                | Claude Demassieux  | RPR           |          |
| 1992-1998                                | René Lapotre       | RPR           |          |
| 1998-2004                                | Gisèle Coquerelle  | PCF           |          |
| 2004-2006                                | André Ségard       | PS            |          |
| 2006-2008                                | Catherine Fournier | UMP           |          |
| 2008-                                    | Michel Hamy        | Divers droite |          |
| les dades anteriors no són pas conegudes |                    |               |          |
|                                          |                    |               |          |